# Dino Urbani
Dino Urbani, född 8 mars 1882 i Livorno, död 9 maj 1958 i Varese, var en italiensk fäktare.
Urbani blev olympisk guldmedaljör i värja och sabel vid sommarspelen 1920 i Antwerpen.